# Mel Ramos
Melvin John Ramos, més conegut com a Mel Ramos, (Sacramento, 24 de juliol de 1935 - Oakland, 14 d'octubre de 2018) fou un pintor estatunidenc, integrant de l'Art pop nord-americà de la dècada de 1960.
Davant del grup de Nova York format per Andy Warhol, Roy Lichtenstein i altres, Ramos treballà a Califòrnia, el que va a influir en el seu treball: mostra una sensibilitat diferent a la dels autors de la costa est. Influït en els seus inicis per Willem de Kooning es va allunyar més tard de l'expressionisme abstracte.
Cap a 1962 comença una sèrie de superherois trets de les vinyetes del món del còmic. Recrea heroïnes com Wonder Woman, Phantom Lady o Sheena, de les historietes que llegia en la seva joventut. La seva primera exposició individual, a la Galeria Bianchini de Nova York, data de 1964. A Barcelona, va exposar a la Galeria Cadaqués el 1979.
Des de mitjans dels 60 desenvolupa un tipus d'iconografia que combina nus femenins idealitzats (pin-ups) amb anuncis de marques de productes de gran consum, amb tot el cromatisme del Pop art. Ramos és un dels primers artistes del segle xx que incorporen l'art comercial en el seu vocabulari formal i un dels darrers representants del Pop Art nord-americà.
Va viure a Horta de Sant Joan, a la Terra Alta, on també passà dues temporades el gran pintor espanyol Pablo Picasso, que té un museu a la localitat.